# Clarence Valley Council
Clarence Valley Council is een Local Government Area (LGA) in de Australische deelstaat New South Wales.